# Deep Cuts (EP de A Perfect Circle)
Deep Cuts es el primer EP del supergrupo de rock alternativo estadounidense A Perfect Circle, lanzado el 7 de abril de 2009. El EP contiene cuatro canciones y fue lanzado cuando la banda volvió de un descanso de varios años. Todas las canciones que aparecen son grabaciones en vivo de anteriores sencillos extraídos de su álbum debut, Mer de Noms.

## Lista de canciones
Todas las canciones escritas y compuestas por Maynard James Keenan y Billy Howerdel. 
| N.º | Título                                        | Duración |  |
| 1.  | «Sleeping Beauty (Acústico) (Vivo en Philly)» | 5:03     |  |
| 2.  | «Magdalena (Vivo)»                            | 4:13     |  |
| 3.  | «Breña (Vivo)»                                | 4:02     |  |
| 4.  | «Orestes (Demo)»                              | 3:24     |  |

## Personal
- Maynard James Keenan – voz
- Billy Howerdel – guitarras
- Josh Freese – batería, percusión

- Datos: Q649016